# 安德斯·斯帕尔曼
安德斯·斯帕尔曼（瑞典語：Anders Sparrman，1748年2月27日—1820年8月9日）也作安德斯·斯巴曼，是一名瑞典博物学家、废奴主义者，林奈使徒成员之一。

## 生平
斯帕尔曼是一位牧师的儿子。9岁时进入乌普萨拉大学，14岁开始医学学习，成为卡尔·林奈杰出的学生之一。1765年，他作为船上的医生前往中国，两年后回国，描述了他遇到的动物和植物。在这次航行中，他遇到了探险家卡尔·古斯塔夫·埃克贝里。
1772年1月，他作为教师前往好望角。詹姆斯·库克（James Cook）在同年晚些时候第二次航行开始时抵达那里，斯帕尔曼被任命为约翰·赖因霍尔德·福斯特和格奥尔格·福斯特父子的助理博物学家。航行结束后，他于1775年7月返回开普敦，开始行医，收入足以资助前往内陆的旅行。他由丹尼尔·费迪南德·伊梅尔曼（Daniel Ferdinand Immelman）作为向导，这位年轻的拓荒者曾担任过瑞典植物学家卡尔·彼得·桑伯格（Carl Peter Thunberg）的向导。丹尼尔和斯帕尔曼最终抵达大鱼河，于1776年4月返回。
1776年，斯帕尔曼回到瑞典，他在国外期间被授予了荣誉博士学位。1777年，他还当选为瑞典皇家科学院院士。1780年，他被任命为科学院自然历史收藏品的保管人，1781年，他担任自然历史和药理学教授，1790年，被任命为医学院评审员。1790年，他当选为美国哲学会会员。1787年，他参加了一次西非探险，但未成功。
斯帕尔曼出版了几部作品，其中最著名的是他对南非和库克旅行的描述，以英语出版的《前往好望角、南极极地圈和环游世界的航行》（A voyage to the Cape of Good Hope, towards the Antarctic polar circle, and round the world: But chiefly into the country of the Hottentots and Caffres, from the year 1772 to 1776，1789年）。他还出版了Catalogue of the Museum Carlsonianum（1786–89），其中描述了他在南非和南太平洋收集的许多标本，其中一些是科学界的新发现。他于1806年出版了一本《瑞典鸟类学》。
小行星16646Sparrman以他的名字命名。瑞典小说家佩尔·韦斯特贝里（Per Wästberg）写了一本关于斯帕尔曼的传记小说，于2010年以英文出版，书名为《安德斯·斯帕尔曼之旅》。当作为植物学名作者引用时斯帕尔曼用斯帕尔曼Sparrm.表示。